# Citharichthys surinamensis
Citharichthys surinamensis är en fiskart som först beskrevs av Bloch och Schneider, 1801.  Citharichthys surinamensis ingår i släktet Citharichthys och familjen Paralichthyidae. Inga underarter finns listade i Catalogue of Life.